# Suede
Suede (formada en 1989 per vocalista Brett Anderson, amic i baixista Matt Osman, Justine Frischmann com a guitarrista, i poc després completada per Bernard Butler com a guitarra solista i Simon Gilbert a la bateria) va ser un dels grups musicals més importants de la dècada de 1990. El tàndem compositiu Anderson/Butler capturà l'essència deixada anys enrere per bandes com The Smiths en la dècada de 1980 o David Bowie a la dècada de 1970, mostrant una inquietud i ambigüitat sexual en les seues lletres que cap altre grup no havia gosat incorporar fins aleshores, tot combinat amb una alta qualitat musical.
L'any 1994 Bernard Butler va deixar el grup, en una decisió de la que es penedí posteriorment i poc després va ser reemplaçat pel jove Richard Oakes, qui tenia tan sols 17 anys. Això creà, òbviament, una gran diferència d'estil entre les dues etapes temporals de Suede, pre i post-Bernard, sent aquesta segona molt menys obscura i definitivament més "pop", i amb la qual Suede va sortir de les classificacions d'"indie" i va arribar a tenir veritable èxit comercial, però també va aconseguir ser menyspreada per molts dels antics fans degut a la inevitable manca del vell ideari.

## Discografia
Totes les dades de vendes corresponen al Regne Unit.

### Àlbums d'estudi
- Suede (1993) #1
- Dog Man Star (1994) #3
- Coming Up (1996) #1
- Head Music (1999)#1
- A New Morning (2002) #24
- Bloodsports (2013) #10
- Night Thoughts (2016) #6
- The Blue Hour (2018) #5
- Autofiction (2022)
- Antidepressants (2025)

### Recopilacions
- Sci-Fi Lullabies (recopilació de les cares B fins a 1997) (1997) #9
- Singles (2003) #31
- The Best Of Suede (2010) #31

### Singles
- de Suede
  - 1992 "The Drowners" #49
  - 1992 "Metal Mickey" #17
  - 1993 "Animal Nitrate" #7
  - 1993 "So Young" #22
- single de cap àlbum
  - 1994 "Stay Together" #3
- de Dog Man Star
  - 1994 "We are the Pigs" #18
  - 1994 "The Wild Ones" #18
  - 1995 "New Generation" #21
- de Coming Up
  - 1996 "Trash" #3
  - 1996 "Beautiful Ones" #8
  - 1997 "Lazy" #9
  - 1997 "Filmstar" #9
- de Head Music
  - 1999 "Electricity" #5
  - 1999 "She's in Fashion" #13
  - 1999 "Everything Will Flow" #24
  - 1999 "Can't Get Enough" #23
- de A New Morning
  - 2002 "Positivity" #16
  - 2002 "Obsessions" #29
- de Singles
  - 2003 "Attitude" #14
- de Bloodsports:
  - 2013 "It Starts And Ends With You"
  - 2013 "Hit Me"
  - 2013 "For the Strangers"
- de Night Thoughts:
  - 2015 "Outsiders"
  - 2015 "Like Kids"
  - 2016 "Pale Snow"
  - 2016 "No Tomorrow"
  - 2016 "What I'm Trying to Tell You"
- de The Blue Hour:
  - 2018 "The Invisibles"
  - 2018 "Life Is Golden"